# Lillà al sole
Lillà al sole è un dipinto a olio su tela (50x65 cm) realizzato nel 1873 dal pittore francese Claude Monet. È conservato nel Museo Puškin di Mosca.
Questo dipinto è il pendant di un altro dipinto di Monet Riposo sotto i lillà.
Il quadro rappresenta una scena di riposo sotto un cespuglio di lillà.